# Callimodes heringii
Callimodes heringii is een vlinder uit de familie sikkelmotten (Oecophoridae). De wetenschappelijke naam is voor het eerst geldig gepubliceerd in 1864 door Lederer.
De soort komt voor in Europa.